# تپه چاوک
تپه چاوک در شهرستان دشتستان، بخش ارم، دهستان ارم، روستای چهوک واقع شده و این اثر در تاریخ ۲۸ اسفند ۱۳۸۵ با شمارهٔ ثبت ۱۸۷۲۷ به‌عنوان یکی از آثار ملی ایران به ثبت رسیده است.